# Campionati europei di corsa campestre 2019
Il XXVI Campionato europeo di corsa campestre si è disputato a Lisbona, nei Portogallo, l'8 dicembre 2019. Il titolo maschile è stato vinto da Robel Fsiha mentre quello femminile da Yasemin Can.

## Risultati

### Individuale (uomini seniores)
| Pos. | Atleta               | Nazione       | Tempo (m's") |
| ---- | -------------------- | ------------- | ------------ |
|      | Robel Fsiha          | Svezia        | 29'59"       |
|      | Aras Kaya            | Turchia       | 30'10"       |
|      | Yemaneberhan Crippa  | Italia        | 30'21"       |
| 4    | Julien Wanders       | Svizzera      | 30'25"       |
| 5    | Andrew Butchart      | Gran Bretagna | 30'38"       |
| 6    | Samuel Fitwi Sibhatu | Germania      | 30'39"       |
| 7    | Soufiane Bouchikhi   | Belgio        | 30'41"       |
| 8    | Isaac Kimeli         | Belgio        | 30'46"       |
| 9    | Ben Connor           | Gran Bretagna | 30'47"       |
| 10   | Jonas Raess          | Svizzera      | 30'53"       |

### Squadre (uomini seniores)
| Pos. | Atleta                                                                                            | Punti       |
| ---- | ------------------------------------------------------------------------------------------------- | ----------- |
|      | Gran Bretagna Andrew Butchart, Ben Connor, Kristian Jones,(Patrick Never, Adam Hickey, Tom Evans) | 5+9+22=36   |
|      | Belgio Soufiane Bouchikhi, Isaac Kimeli, Lahsene Bouchikhi, (Michael Somers)                      | 7+8+23=38   |
|      | Spagna Antonio Abadía, Carlos Mayo, Fernando Carro, (Hamid Ben Daoud)                             | 11+14+20=45 |
| 4    | Turchia Aras Kaya, Sezgin Atac, Ali Kaya, (Ramazan Ozdemir)                                       | 2+16+32=50  |

### Individuale (donne seniores)
| Pos. | Atleta                    | Nazione       | Tempo (m's") |
| ---- | ------------------------- | ------------- | ------------ |
|      | Yasemin Can               | Turchia       | 26'52"       |
|      | Karoline Bjerkeli Grøvdal | Norvegia      | 27'07"       |
|      | Samrawit Mengsteab        | Svezia        | 27'43"       |
| 4    | Fionnuala McCormack       | Irlanda       | 27'45"       |
| 5    | Liv Westphal              | Francia       | 28'02"       |
| 6    | Jessica Judd              | Gran Bretagna | 28'05"       |
| 7    | Charlotte Arter           | Gran Bretagna | 28'07"       |
| 8    | Dulce Félix               | Portogallo    | 28'09"       |
| 9    | Elena Burkard             | Germania      | 28'10"       |
| 10   | Carla Salomé Rocha        | Portogallo    | 28'13"       |

### Squadre (donne seniores)
| Pos. | Atleta | Punti      |
| ---- | --- | ---------- |
|      | Gran Bretagna Jessica Judd, Charlotte Arter, Abbie Donnelly, (Amy Griffiths, Jenny Nesbitt, Kate Avery)    | 6+7+13=26  |
|      | Irlanda Fionnuala McCormack, Aoibhe Richardson, Ciara Mageean, (Mary Mulhare, Una Britton, Fionnuala Ross) | 4+17+20=41 |
|      | Portogallo Dulce Félix, Carla Salomé Rocha, Susana Francisco                                               | 8+10+25=43 |
| 4    | Turchia Yasemin Can, Esma Aydemir, Remziye Erman                                                           | 1+14+38=53 |

### Staffetta mista (seniores)
| Pos. | Atleta                                                                               | Tempo (m's") |
| ---- | ------------------------------------------------------------------------------------ | ------------ |
|      | Gran Bretagna Sarah McDonald, James McMurray, Alexandra Bell, Jonny Davies           | 17'55"       |
|      | Bielorussia Katsiaryna Karneyenka, Artsiom Kalachou, Volha Nemahai, Siarhei Platonau | 18'01"       |
|      | Francia Aurore Fleury, Yani Khelaf, Sandra Beuvière, Alexis Miellet                  | 18'05"       |
| 4    | Spagna Solange Andreia Pereira, Sergio Jiménez, Esther Guerrero, Pablo Sánchez       | 18'11"       |
| 5    | Belgio Vanessa Scaunet, Robin Hendrix, Camille Muls, Eliott Crestan                  | 18'19"       |
| 6    | Portogallo Salomé Afonso, Paulo Rosário, Patricia Silva, Luis Monteiro               | 18'29"       |
| 7    | Irlanda Nadia Power, John Travers, Amy O'Donoghue, Eoin Pierce                       | 18'40"       |
| 8    | Svezia Linn Nilsson, Andreas Kramer, Lovisa Lindh, Robin Rohlén                      | 18'45"       |
| 9    | Lituania Eglė Balčiūnaitė, Benediktas Mickus, Loreta Kancyte, Simas Bertašius        | 18'47"       |
| 10   | Italia Elisa Bortoli, Mohamed Zerrad, Joyce Mattagliano, Soufiane El Kabbouri        | 18'54"       |
| 11   | Ucraina Valentyna Kilyarska, Oleh Kayafa, Olesya Didovodyuk, Yuriy Kishchencko       | 19'14"       |
| 12   | Lettonia Agata Strausa, Janis Razgalis, Liga Velvere, Ugis Jocis                     | 19'20"       |

### Individuale (uomini under 23)
| Pos. | Atleta                    | Nazione     | Tempo (m's") |
| ---- | ------------------------- | ----------- | ------------ |
|      | Jimmy Gressier            | Francia     | 24'17"       |
|      | Elzan Bibic               | Serbia      | 24'25"       |
|      | Abdessamad Oukhelfen      | Spagna      | 24'34"       |
| 4    | Tadesse Getahon           | Israele     | 24'50"       |
| 5    | Yohanes Chiappinelli      | Italia      | 24'51"       |
| 6    | Fabien Palcau             | Francia     | 24'52"       |
| 7    | Jacopo De Marchi          | Italia      | 24'55"       |
| 8    | Mahamed Mahamed           | Regno Unito | 24'56"       |
| 9    | Oussama Lonneux           | Belgio      | 24'57"       |
| 10   | Mohamed-Amine El Bouajaji | Francia     | 24'57"       |

### Squadre (uomini under 23)
| Pos. | Atleta                                                           | Punti             |
| ---- | ---------------------------------------------------------------- | ----------------- |
|      | Francia Jimmy Gressier Fabien Palcau Mohamed-Aminen El Bouajaji  | 1 + 6 + 10 = 17   |
|      | Italia Yohanes Chiappinelli Jacopo De Marchi Sebastiano Parolini | 5 + 7 + 17 = 29   |
|      | Germania Davor Aaron Bienenfeld Markus Görger Mohamed Mohumed    | 14 + 15 + 16 = 45 |

### Individuale (donne under 23)
| Pos. | Atleta             | Nazione     | Tempo (m's") |
| ---- | ------------------ | ----------- | ------------ |
|      | Anna Emilie Møller | Danimarca   | 20'30"       |
|      | Jasmijn Lau        | Paesi Bassi | 21'09"       |
|      | Stephanie Cotter   | Irlanda     | 21'15"       |
| 4    | Jasmijn Bakker     | Paesi Bassi | 21'21"       |
| 5    | Federica Zanne     | Italia      | 21'24"       |
| 6    | Aneta Chlebiková   | Rep. Ceca   | 21'25"       |
| 7    | Bronwen Owen       | Regno Unito | 21'35"       |
| 8    | Lisa Tertsch       | Germania    | 21'41"       |
| 9    | Eilish Flanagan    | Irlanda     | 21'47"       |
| 10   | Cristina Ruiz      | Spagna      | 21'51"       |

### Squadre (donne under 23)
| Pos. | Atleta                                                   | Punti            |
| ---- | -------------------------------------------------------- | ---------------- |
|      | Paesi Bassi Jasmijn Lau Jasmijn Bakker Diana van Es      | 2 + 4 + 11 = 17  |
|      | Irlanda Stephanie Cotter Eilish Flanagan Roisin Flanagan | 3 + 9 + 17 = 29  |
|      | Gran Bretagna Bronwen Owen Amelia Quirk Poppy Tank       | 7 + 15 + 18 = 40 |

### Individuale (uomini under 20)
| Pos. | Atleta             | Nazione       | Tempo (m's") |
| ---- | ------------------ | ------------- | ------------ |
|      | Jakob Ingebrigtsen | Norvegia      | 18'20"       |
|      | Ayetullah Aslanhan | Turchia       | 18'58"       |
|      | Efrem Gidey        | Irlanda       | 19'01"       |
| 4    | Etson Barros       | Portogallo    | 19'05"       |
| 5    | Charles Hicks      | Gran Bretagna | 19'05"       |
| 6    | Dereje Chekole     | Israele       | 19'08"       |
| 7    | Omar Nuur          | Svezia        | 19'18"       |
| 8    | Håkon Stavik       | Norvegia      | 19'18"       |
| 9    | Matthew Willis     | Gran Bretagna | 19'19"       |
| 10   | Flavien Szot       | Francia       | 19'20"       |

### Squadre (uomini under 20)
| Pos. | Atleta | Punti      |
| ---- | --- | ---------- |
|      | Gran Bretagna Charles Hicks, Mathew Willis, Zakariya Mamamed, (Will Barnicoat, Hamish Armitt, Matthew Stoner) | 5+9+11=25  |
|      | Norvegia Jakob Ingebrigtsen, Håkon Stavik, Ibrahim Buras, (Magnus Tuv Myhre, Jonatan Vedvik)                  | 1+8+29=38  |
|      | Portogallo Etson Barros, Duarte Gomes, Miguel Moreira, (Rúben Amaral, Miguel Ribiero)                         | 4+14+21=39 |
| 4    | Irlanda Efrem Gidey, Darragh McElhenney, Thomas McStay, (Keelan Kilrehill, Jamie Battle, Shay McEvoy)         | 3+12+24=39 |

### Individuale (donne under 20)
| Pos. | Atleta            | Nazione     | Tempo (m's") |
| ---- | ----------------- | ----------- | ------------ |
|      | Nadia Battocletti | Italia      | 13'58"       |
|      | Klara Lukan       | Slovenia    | 14'01"       |
|      | Mariana Machado   | Portogallo  | 14'10"       |
| 4    | Delia Sclabas     | Svizzera    | 14'22"       |
| 5    | Zofia Dudek       | Polonia     | 14'22"       |
| 6    | Izzy Fry          | Regno Unito | 14'33"       |
| 7    | Gréta Varga       | Ungheria    | 14'34"       |
| 8    | Sibylle Häring    | Svizzera    | 14'35"       |
| 9    | Manon Trapp       | Francia     | 14'37"       |
| 10   | Flavie Renourd    | Francia     | 14'37"       |

### Squadre (donne under 20)
| Pos. | Atleta | Punti      |
| ---- | --- | ---------- |
|      | Gran Bretagna Izzy Fry, Saskia Millard, Amelia Samuels, (Cera Gemmell, Megan Keith, Olivia Mason)           | 6+11+12=29 |
|      | Italia Nadia Battocletti, Angela Mattevi, Ludovica Cavalli, (Anna Arnaudo, Giada Lisandro, Laura Pellicoro) | 1+13+14=29 |
|      | Francia Manon Trapp, Flavie Renouard, Ana Egler, (Berenice Fulchiron, Emilie Renaud, Claire Palou)          | 9+10+19=38 |
| 4    | Svizzera Delia Sclabas, Sibylle Häring, Livia Wespe, (Valentina Rosmilia, Alina Sonning, Leonie Saurer)     | 4+8+36=48  |

## Medagliere
Legenda
     Paese ospitante
| Posizione | Paese         | Oro | Argento | Bronzo | Totale |
| --------- | ------------- | --- | ------- | ------ | ------ |
| 1         | Gran Bretagna | 5   | 0       | 1      | 6      |
| 2         | Francia       | 2   | 0       | 2      | 4      |
| 3         | Italia        | 1   | 2       | 1      | 4      |
| 4         | Norvegia      | 1   | 2       | 0      | 3      |
| 4         | Turchia       | 1   | 2       | 0      | 3      |
| 6         | Paesi Bassi   | 1   | 1       | 0      | 2      |
| 7         | Svezia        | 1   | 0       | 1      | 2      |
| 8         | Danimarca     | 1   | 0       | 0      | 1      |
| 9         | Irlanda       | 0   | 2       | 2      | 4      |
| 10        | Bielorussia   | 0   | 1       | 0      | 1      |
| 10        | Belgio        | 0   | 1       | 0      | 1      |
| 10        | Serbia        | 0   | 1       | 0      | 1      |
| 10        | Slovenia      | 0   | 1       | 0      | 1      |
| 14        | Portogallo    | 0   | 0       | 3      | 3      |
| 15        | Spagna        | 0   | 0       | 2      | 2      |
| 16        | Germania      | 0   | 0       | 1      | 1      |
| Totale    | Totale        | 13  | 13      | 13     | 39     |